# Писаная (приток Томи)

Писаная — река в Кемеровской области России. Длина реки составляет 36 км. Устье реки находится в 225 км по правому берегу реки Томь, в деревне Писаная. Рядом с устьем располагается музей-заповедник «Томская писаница». В 7 километрах от устья по правому берегу, в деревне Морковкино, впадает река Еловка.

## Данные водного реестра
По данным государственного водного реестра России относится к Верхнеобскому бассейновому округу, водохозяйственный участок реки — Томь от города Кемерово и до устья, речной подбассейн реки — Томь. Речной бассейн реки — (Верхняя) Обь до впадения Иртыша.